# Nederlandse Studentenraad
De Nederlandse Studentenraad (NSR) was een Nederlandse landelijke koepelorganisatie van studentenvertegenwoordigers van raden van de afzonderlijke universiteiten. 
Voor deze plaatselijke studentenraden vonden jaarlijks verkiezingen plaats, met als doel een goede vertegenwoordiging te bieden van de studenten naar het bestuur van hun universiteit. De vergaderingen vonden plaats in het gebouw aan het Noordeinde in Leiden (69/70).
De NSR werd opgericht in een tijd dat de meeste studenten nog lid waren van een studentencorps of van een andere klassieke studentengezelligheidsvereniging zonder politieke doelstellingen. Sinds begin jaren zestig breidde het aantal studenten in Nederland zich sterk uit: ook veel kinderen van niet-welgestelde ouders gingen voortaan studeren.
In 1963 werd door Ton Regtien de links-georiënteerde Studentenvakbeweging (SVB) opgericht. Deze studentenvakbond won snel aan invloed en verwierf veel zetels in de verschillende universitaire grondraden. Door de "overname" van de grondraden en lokale studentenraden kwam in 1968 ook het bestuur van de NSR in handen van SVB-leden. De eerste SVB'er die NSR-voorzitter werd, was Eduard Bomhoff.
Eind jaren zestig was de NSR gevestigd in Leiden. Deelnemers aan NSR waren onder meer de Delftsche Studenten Raad (later VSSD), de ASVA en SRVU (Amsterdam) en Gronstra (Groningen).
Belangrijke doelen van de NSR werden in die tijd:
- belangenbehartiging van studenten (zoals acties tegen de numerus fixus bij de studies geneeskunde),
- democratisering van de universiteiten en het aan de orde stellen van maatschappelijke misstanden, zoals woningnood en problemen in de Derde Wereld.

## Lijst van voorzitters
- Eduard Bomhoff 1968-69
- Bert Cremers 1969-70